# Stachylina platensis
Stachylina platensis är en svampart som beskrevs av López-Lastra, Lichtw. & Ferrington 1999. Stachylina platensis ingår i släktet Stachylina och familjen Harpellaceae.   Inga underarter finns listade i Catalogue of Life.